# Acerentulus kermadecensis
Acerentulus kermadecensis är en urinsektsart som beskrevs av Ramsay och Sören Ludvig Paul Tuxen 1978. Acerentulus kermadecensis ingår i släktet Acerentulus och familjen lönntrevfotingar. Inga underarter finns listade i Catalogue of Life.